# Mustafa al-Saamah
Mustafa Kazem Dagher al-Saamah (né le 29 novembre 1995 à Bassorah) est un athlète irakien, spécialiste du lancer de disque.
Il termine 10e, alors qu'il est encore junior, lors des Jeux asiatiques de 2014 à Incheon en 55,21 m. Il termine 4e des Championnats d'Asie 2017.